# Загальна теорія зайнятості, відсотків і грошей
Праця «Загальна теорія зайнятості, відсотків і грошей» (англ. The General Theory of Employment, Interest and Money) була написана англійським економістом Джоном Мейнардом Кейнсом, визнається широким загалом його magnum opus та в цілому вважається джерелом створення термінології та форми сучасної макроекономіки.. Вперше надрукована у лютому 1936 року, вона спричинила революцію у макроекономічному мисленні, яка має назву «Кейнсіанська революція», особливо в частині постулату, що ринкова економіка природним чином самовідновлюється до повної зайнятості після тимчасових шоків.
Книга, яка вважається наріжним каменем кейнсіанської думки, кинула виклик прийнятій тоді класичній економічній теорії та запропонувала важливі концепції, такі як функція споживання, мультиплікатор, гранична ефективність капіталу, принцип ефективного попиту та преференцію ліквідності.

## Короткий зміст
Центральним аргументом «Загальної теорії» є те, що рівень зайнятості визначається не лише ціною праці, як у класичній економіці, а й витрачанням коштів (сукупний попит). На думку Кейнса, неправильним є припускати, що у довгостроковій перспективі конкурентні ринки забезпечують повну зайнятість або що повна зайнятість є природним станом рівноваги монетарної економіки, який самовідновлюється. Натомість, неповна зайнятість і недостатні інвестиції, ймовірно є природним станом економіки, якщо не докладати спеціальних активних зусиль. Одним з висновків «Загальної теорії» є те, що відсутність конкуренції не є основною причиною безробіття; і навіть зменшення зарплат чи виплат не дає значного ефекту.

Кейнс намагався змінити поширену економічну думку того часу. У листі своєму другу Бернарду Шоу 01 січня 1935 року він писав:
«Я вважаю, що пишу книгу з економічної теорії, яка значною мірою революціонізує — думаю, що не одразу, але у наступні 10 років, — те, як світ думає про свої економічні проблеми. Я не можу очікувати, що ти чи хто інший повірите у це зараз. Але я сам не лише маю на це надію,—у своєму розумі, я в цьому впевнений.»

### Передмова
Кейнс написав чотири передмови — до англійського, німецького, японського та французького видання, кожна з трохи іншим наголосом.
У англійській передмові, він адресує книгу своїм колегам-економістам, але висловлює надію, що вона буде корисна і іншим читачам. Він також зазначає, що зв'язок між книгою та його ж працею «Трактат про гроші», надрукованою 1930 року, найбільше видимий йому самому, а не комусь іншому, і будь-які суперечності між ними повинні розглядатися як еволюція думки.

### Книга I: Вступ
Перша книга запропонувала те, що за твердженням Кейнса стане книгою, яка змінить те, як думає світ.
- Глава 1: Загальна теорія має розмір лише у пів-сторінки та містить таке радикальне твердження:

«Я назвав цю книгу „Загальна теорія зайнятості, відсотків і грошей“, поставивши наголос на Загальна. Метою такої назви є протиставити характер моїх аргументів та висновків відповідним аргументам та висновкам класичної теорії предмету, на якій я був вихований і яка домінує економічну думку, і практичну, і теоретичну, правлячих та академічних класів цього покоління, як це було і останні сто років. Я буду доводити, що постулати класичної теорії застосовні лише до окремих випадків, а не для загального, а ситуація, яку вони припускають є обмеженням можливих позицій рівноваги. Більш того, характеристики особливого випадку, який припускає класична теорія, не є притаманними економічному суспільству, у якому ми насправді живемо, і результатом є те, що засади цієї теорії є оманливими та руйнівними, якщо ми намагаємося їх застосувати до фактів досвіду.» (ст. 3)
- Глава 2: Постулати класичної економіки[3][4]
- Глава 3: Принцип ефективного попиту

### Книга II: Визначення та ідеї
- Глава 4: Вибір одиниць
- Глава 5: Очікування як визначення виробництва та зайнятості
- Глава 6: Визначення доходу, заощаджень та інвестицій
- Глава 7: Подальші роздуми над значення заощаджень та інвестицій

### Книга III: Схильність до споживання
Книга III переходить до аналізу причин, які примушують людей до споживання, і відповідно стимулюють економічну активність. На його думку, під час депресії уряд повинен запустити мотор економіки будь-якими засобами. У главі 10 Кейнс зазначає,
 «Якби Казначейство заповнило старі пляшки банкнотами, закопало їх на належній глибині у занедбаних шахтах, які б потім були засипані до поверхні міським сміттям, і залишило приватній компанії на добре відомому принципі laissez-faire викопати ці банкноти знову (право на що б виділялося, звичайно, на основі тендеру на оренду цих земельних ділянок з родовищами банкнот), тобі не було б безробіття, і за допомогою наслідків, справжній дохід суспільства, та його розмір багатства, ймовірно стали б значно більшими, ніж вони насправді є. Більш розумним, дійсно, було б будувати будинки та інші схожі речі; але якщо на шляху до цього є політичні та практичні причини, зазначене вище є кращим, ніж нічого.» (ст. 129)

### Книга IV: Заохочення до інвестування
Гранична ефективність капіталу — це співвідношення між перспективним прибутком від інвестиції та її ціни пропозиції або вартості заміщення. Кейнс зазначає на сторінці 135 (англ.видання): «Я визначаю граничну ефективність капіталу рівною ставці дисконтування, за якої поточна вартість серії ануїтетів від очікуваних доходів від капітального активу протягом його життя дорівнює ціні його придбання.»

### Книга VI: Короткі зауваження, що випливають з Загальної теорії
«Краще людині бути тираном свого банківського балансу, ніж його співгромадян, і хоча перше деколи зневажають як лише шлях до другого, деколи це принаймні є альтернативою.» (ст. 374)
 «… ідеї економістів та політичних філософів, і коли вони праві, і коли помиляються, є більш впливовими ніж зазвичай вважається. Насправді світом правлять майже виключно вони. Практичні люди, які вважають, що не піддаються будь-якому інтелектуальному впливу, часто є рабами якогось померлого економіста. Безумці при владі, які чують голоси, дистилюють своє безумство від деяких академічних писак кількох років тому. Я впевнений, що сила особистих інтересів значно перебільшена в порівнянні з поступовим наповзанням ідей. Не відразу, дійсно, але після певного періоду; бо в галузі економічної та політичної філософії є не багато тих, на кого впливають нові теорії після віку двадцять п'ять або тридцять років, тому ідеї, які державні службовці та політики, а також агітатори, застосовують до поточних подій, навряд чи можуть бути найновішими. Але, рано або пізно, саме ідеї, а не особисті інтереси, є небезпечними для добра чи зла.» (ст. 383–4))

## Сприйняття
У самій книзі, Кейнс не виклав детальної програми економічної політики, але у подальшому на практиці він робив великий наголос на зменшення довгострокових відсоткових ставок та реформу міжнародної монетарної системи як структурних заходах, необхідних для заохочення і інвестицій, і споживання приватним сектором. Пол Самуельсон зазначав, що «Загальна теорія» «захопила більшість економістів, молодших 35 років, неочікуваною силою хвороби, яка вперше проникла та знищує ізольоване плем'я островитян південних морів.»

### Схвалення
Багато інновацій, запроваджених в «Загальній теорії», залишаються центральними у сучасній макроекономіці. Наприклад, ідея, що рецесії показують неадекватний загальний попит та що закон ринку Сея (у формулюванні Кейнса — «пропозиція створює власний попит») не діє у монетарній економіці. Президент США Річард Ніксон сказав 1971 року (іронічно, невдовзі після виходу кейнсіанської економіки з моди), що «ми тепер всі кейнсіанці»; цю фразу часто повторював нобелівський лауреат Пол Кругман (але її автором був анти-кейнсіанський економіст Мілтон Фрідман, і він мав іншу її інтерпретацію). Тим не менш, від Акселя Лейонхуфвуда (Axel Leijonhufvud), цей погляд на кейнсіанську економіку отримав виклики і зараз поділився на два головні табори.
Більшість прихильників кейнсіанства поділяють позицію «нової кейнсіанської економіки», яку можна знайти у більшості підручників та університетів і яка погоджується з неокласичною концепцією рівноваги у довгостроковій перспективі, а у короткостроковій визнає роль сукупного попиту. Нові кейнсіанці пишаються тим, що надали мікроекономічне підґрунтя поведінці цін та зарплат, яку припускали економісти старого кейнсіанства. Вони не вважають «Загальну теорію» корисною для подальших досліджень.
Меншість представлена посткейнсіанськими економістами, всі з яких поділяють фундаментальну критику Кейнсом неокласичної концепції рівноваги у довгостроковій перспективі, а деякі з них також вважають, що «Загальна теорія» потребує подальшого вивчення.
Time 2011 року включив книгу у топ-100 нехудожніх книг англійською мовою, виданих з 1923 року.

### Критика
Від дати публікації існували суперечки щодо того, що насправді мав на увазі Кейнс. Багато ранніх рецензій були дуже критичні. Успіх того, що стало відомо як «Неокласичний синтез» кейнсіанської економіки, багато в чому завдячує гарвардському економісту Алвіну Хансену, економісту Массачусетського технологічного інституту Полу Самуельсону та оксфордському економісту Джону Хіксу. Хансен та Самуельсон запропонували зрозуміле пояснення теорії сукупного попиту Кейнса у вигляді їх елегантної діаграми кейнсіанського хреста (перехрещення ліній під кутом 45°), а Хікс створив діаграму IS-LM. Обидві ці діаграми досі присутні у підручниках. Посткейсіанці доводять, що неокласична кейнсіанська модель повністю викривлює та неправильно інтерпретує оригінальну думку Кейнса.
Позитивному сприйняттю «Загальної теорії» сприяв досвід масового безробіття 1930-х, а поширенню її критики — ‘стагфляція’ 1970-х. Хоча небагато сучасних економістів не погодяться з необхідністю хоча б часткового втручання у економіку, такі політики як гнучкість ринку праці (особливо в США) мають в основі неокласичне поняття рівноваги у довгостроковій перспективі. Хоча Кейнс прямо торкається інфляції, "Загальна теорія" не розглядає її як важливий монетарний феномен чи припускає, що контроль за пропозицією грошей або процентними ставками є ключовим засобом проти інфляції, на відміну неокласичної теорії.
Також, економічну теорію Кейнса критикували марксистсько-орієнтовані економісти, які зазначали, що хоча ідеї Кейнса мали добрі наміри, вони не можуть працювати у довгостроковій перспективі через внутрішні суперечності капіталізму. На думку марксистів, деякими з таких ідей є ідея повної зайнятості, яку вони вважають неможливою в умовах приватного капіталізму; та ідея, що уряд може заохочувати капітальні інвестиції державними тратами, коли в реальності державні витрати будуть чистою втратою прибутків.
Генрі Гацліт видав книгу «Крах нової економічної теорії» (The Failure of the New Economics) у 1959 році. Книга містить докладну критику праці Джона Мейнарда Кейнса «Загальна теорія зайнятості, відсотків і грошей» (1936).

## Підручники
Першою спробою написати навчальний матеріал по книзі був підручник Джоан Робінсон (1937), а найбільш успішним за кількістю проданих книг — підручним Хансена (1953). Вони і досі читабельні, але слідують старій кейнсіанській школі свого часу. Сучасною посткейнсіанською спробою, направленою переважно на студентів останніх курсів бакалаврату є Хейс (2006), а легшою версією — підручник Шіхан (2009). Пол Кругман написав вступ до видання Palgrave Macmillan «The General Theory» 2007 року.

### Журнальні статті
- Caldwell, Bruce (1998). Why Didn't Hayek Review Keynes's General Theory (PDF). History of Political Economy. XXX (4): 545—569. doi:10.1215/00182702-30-4-545. Архів оригіналу (PDF) за 3 березня 2022. Процитовано 22 березня 2022.
- Rueff, Jacques (May 1947). The Fallacies of Lord Keynes General Theory. The Quarterly Journal of Economics. Oxford: Oxford University Press. LXI (3): 343—367. doi:10.2307/1879560.
- Rueff, Jacques (November 1948). The Fallacies of Lord Keynes’ General Theory: Reply. The Quarterly Journal of Economics. Oxford: Oxford University Press. LXII (5): 771—782. doi:10.2307/1883471.
- Samuelson, Paul (1946). Lord Keynes and the General Theory. Econometrica. XIV (3): 187—200. JSTOR 1905770.
- Tobin, James (November 1948). The Fallacies of Lord Keynes’ General Theory: Comment. The Quarterly Journal of Economics. Oxford: Oxford University Press. LXII (5): 763—770. doi:10.2307/1883470.

### Книги
- Amadeo, Edward (1989). The principle of effective demand. Aldershot UK and Brookfield US: Edward Elgar.
- Ambrosi, Gerhard Michael (2003). Keynes. Pigou and Cambridge Keynesians, London: Palgrave Macmillan.
- Chick, Victoria (1983). Macroeconomics after Keynes. Oxford: Philip Allan.
- Davidson, Paul (1972). Money and the Real World. London: Macmillan.
- Davidson, Paul (2002). Financial markets, money and the real world. Cheltenham UK and Northampton US: Edward Elgar.
- Hansen, Alvin (1953). A Guide To Keynes. New York: McGraw Hill.
- Harcourt, Geoff and Riach, Peter (eds.) (1997). A 'Second Edition’ of The General Theory. London: Routledge.
- Hayes, Mark (2006). The economics of Keynes: a New Guide to The General Theory. Cheltenham UK and Northampton US: Edward Elgar.
- Hazlitt, Henry (1959). The Failure of the New Economics. Princeton, NJ: Van Nostrand.
- Keynes, John Maynard (1936). The General Theory of Employment, Interest and Money. London: Macmillan (reprinted 2007).
- Lawlor, Michael (2006). The economics of Keynes in historical context. London: Palgrave Macmillan.
- Leijonhufvud, Axel (1968). Keynesian economics and the economics of Keynes. New York: Oxford University Press.
- Markwell, Donald (2006). John Maynard Keynes and International Relations: Economic Paths to War and Peace. Oxford: Oxford University Press.
- Markwell, Donald (2000). Keynes and Australia. Sydney: Reserve Bank of Australia.
- Minsky, Hyman (1975). John Maynard Keynes. New York: Columbia University Press.
- Patinkin, Don (1976). Keynes's monetary thought. Durham NC: Duke University Press.
- Robinson, Joan (1937). Introduction to the theory of employment. London: Macmillan.
- Sheehan, Brendan (2009). Understanding Keynes' General Theory. London: Palgrave Macmillan.
- Tily, Geoff (2007). Keynes's General Theory, the Rate of Interest and ‘Keynesian’ Economics. London: Palgrave Macmillan.
- Trevithick, James (1992). Involuntary unemployment. Hemel Hempstead: Simon & Schuster.